# Фэтбайк
Фэтба́йк или фатба́йк (англ. fatbike от fat — «толстый» и bike — «велосипед») — разновидность горного велосипеда на широких покрышках (колёсах).

## Особенности
Обладает повышенной проходимостью по различным типам рыхлых поверхностей, которые плохо или совсем не проходимы на других типах велосипедов, как то: снег, песок, высокая трава и т. п. При эксплуатации давление в камерах находится в пределах от 0,2 атм. до 2 атм. Ширина покрышек — от 3,5 до 5 дюймов (Vee Tire 2XL 5.6" prototypes), ширина ободов — от 65 до 100 мм. Именно низкое давление в камере является ключевым в этом типе велосипеда наряду с шириной покрышки.

## История создания
Одно из первых упоминаний о велосипедах на толстых покрышках (шинах низкого давления) встречается в серии рекламных картинок «Странно, но правда» (англ. "Strange but True"), публикуемых фирмой Currys в велосипедной прессе в период до 1932 года.
В седьмом выпуске серии было размещено изображение человека на велосипеде с широкими покрышками. Подпись сообщала, что «В. Ритчи (англ. W. Ritchie), знаменитый трюкач, собрал велосипед с толстыми покрышками» (шинами низкого давления, англ. balloon tyres).
«Отцом фэтбайка» считается живущий на Аляске Марк Грюнвальд (Mark Gronewald), который и придумал термин fatbike. Трёхдюймовые покрышки на первых фэтбайках растягивались на 80-миллиметровых ободах до ширины примерно 3,5 дюйма.
Про появление первого серийного фэтбайка SURLY PUGSLEY знаменитый веломеханик Шелдон Браун говорил: «Pugsley is, in its way, as revolutionary as the original mountain bikes were in the early 1980s». («Пагсли — это своего рода революция, сравнимая с появлением горного велосипеда в начале 1980-х».) Но особенностью современного фэтбайка является не только широкое колесо, что было и раньше, но и широкий обод, сквозь который видна резина камеры.
С 2013—2014 годов широкое применение получили фэтбайки с применением новейших технологий: карбоновых рам, ободов и других облегчённых и технологичных компонентов.

## Современное состояние
Для спортсменов, выступающих на фэтбайках, проводятся соревнования, например «Pugsley World Championships» (Чемпионат мира Pugsley) в г. Декора, штат Айова.
Гонка проводится в феврале, на трассе, покрытой снегом.
Всемирный день фэтбайка отмечается в первые выходные дни декабря.
Важной вехой в развитии фэтбайкинга стало проведение в феврале 2015 года официального чемпионата США в группе фэтбайков. США в данном направлении велосипеда задают тенденцию, что сказывается на других странах.

## Фэтбайк в России и СНГ
В апреле 2013 года трое участников из Санкт-Петербурга успешно прошли на фэтбайках 310 км по снегу вдоль чукотского побережья Северного Ледовитого океана.